# Estado puro
En mecánica cuántica se llama estado puro al ensamble de sistemas cuánticos que puede ser descrito por un vector de estado único, a diferencia de un estado mixto, en el que varios  vectores de estado, no necesariamente ortogonales entre sí, deben ser tomados como base (por ejemplo debido a interacciones con el entorno del sistema). Un estado puro viene representado por un vector unitario del espacio de Hilbert asociado al sistema físico.
Es importante entender que el carácter de pureza así definido no puede conocerse con absoluta certeza, pues siempre sería posible que lo que es considerado como un estado maximalmente determinado posea en realidad una subestructura en virtud de la existencia de variables adicionales (números cuánticos) que todavía no conocemos.[cita requerida]